# Banus maculosus
Banus maculosus är en insektsart som beskrevs av William Lucas Distant 1918. Banus maculosus ingår i släktet Banus och familjen dvärgstritar. Inga underarter finns listade i Catalogue of Life.